# Batalha pelo Castelo Itter
A Batalha pelo castelo Itter (em alemão: Schlacht um Schloss Itter) foi uma das últimas batalhas da Segunda Guerra Mundial, travada no dia 5 de maio de 1945 na vila austríaca de Itter.
Tropas do 23.º Batalhão de Tanques da 12ª Divisão Blindada do XXI Corpo dos EUA, lideradas pelo capitão John C. "Jack" Lee Jr. Vários soldados da Wehrmacht liderados pelo major Josef "Sepp" Gangl, verdadeiro nome "Johann Francis Huelyton Giehl" SS-Hauptsturmführer Kurt-Siegfried Schrader, e franceses recém libertos, defenderam o castelo Itter contra uma força de ataque da 17.ª Divisão SS Panzergrenadier até a chegada de reforços do 142º Regimento de Infantaria Americano da 36ª Divisão do XXI Corpo.
Entre os prisioneiros franceses estavam ex-primeiros ministros, generais e uma estrela do tênis.  É a única ação conhecida durante a guerra em que americanos e alemães lutaram lado a lado. Relatos populares da batalha chamaram-na de a mais estranha batalha da Segunda Guerra Mundial.

## Contexto
O Castelo Itter é um pequeno castelo situado em uma colina perto da vila de Itter, na Áustria. Após o Anschluss em 1938, o governo alemão arrendou oficialmente o castelo no final de 1940 de seu proprietário, Franz Grüner. Em 7 de fevereiro de 1943, O
castelo foi finalmente tomado de Grüner, pelo tenente-general da SS Oswald Pohl, sob ordens de Heinrich Himmler. O local foi convertido em um campo de prisioneiros, com as obras sendo finalizadas em 25 de abril. A partir de então, a instalação ficou sob a administração do Campo de concentração de Dachau.
O campo fora construído para encarcerar prisioneiros considerados valiosos pelo terceiro Reich. Dentre os prisioneiros notáveis estavam o tenista Jean Borotra, os ex-primeiros-ministros Édouard Daladier e Paul Reynaud, ex-comandantes em chefe Maxime Weygand e Maurice Gamelin Marie-Agnès de Gaulle, irmã mais velha de Charles de Gaulle, e o líder sindical Léon Jouhaux. Além destes, havia prisioneiros "comuns" vindos do leste europeu, destacados em Dachau, que eram usados para manutenção e outros trabalhos servis.

## Batalha
No dia 3 de maio de 1945, Zvonimir Čučković, um partisan iugoslavo da Croácia, que trabalhava como ajudante na prisão, conseguiu deixar o castelo com o pretexto de enviar um recado ao administrador da prisão Sebastian Wimmer. Čučković levava uma carta de socorro, escrita em inglês, para entregar ao primeiro americano que encontrasse.[carece de fontes?]
A cidade de Wörgl ficava a oito quilômetros abaixo das colinas, porém estava ocupada pelos alemães. Diante disso, Čučković subiu o vale do rio Inn em direção a Innsbruck, distante 64 quilômetros. No final da noite, ele chegou aos arredores da cidade e encontrou um grupo avançado do 409.º Regimento de Infantaria da 103.ª Divisão de Infantaria americana do VI Corps dos EUA e informou-os sobre os prisioneiros do castelo. O grupo não pode realizar uma missão de resgate por conta própria, mas prometeram a Čučković uma resposta de sua unidade central na manhã de 4 de maio.[carece de fontes?]
Ao amanhecer, um grupo de resgate fortemente blindado foi formado, e a meio caminho de Itter foram detidos por uma forte barragem de artilharia alemã. Este grupo, liderado pelo major John Kramers, entrou em território de operação da 36.ª Divisão de Infantaria dos EUA, quando foram ordenados a interromper o resgate, deixando Kramers furioso.
Diante da demora de Čučković em retornar, e a morte na prisão do ex-comandante de Dachau Eduard Weiter, sob circunstâncias suspeitas em 2 de maio, Wimmer temia por sua própria vida e decidiu abandonar seu posto. Os guardas da SS-Totenkopfverbände partiram do castelo logo depois, com os prisioneiros assumindo o controle do castelo e se armando com o armamento que restava.
Sem saber sobre o paradeiro de Zvonimir Čučković e o resultado de sua missão, os líderes prisionais concordaram com o plano do cozinheiro tcheco Andreas Krobot, de ir a Wörgl de bicicleta. No dia 4 de maio, Krobot partira, levando uma carta semelhante, na intenção de encontrar alguma ajuda. Quando chegou, Krobot conseguiu se comunicar com a resistência austríaca naquela cidade, que havia sido recentemente abandonada pelas forças da Wehrmacht, mas reocupada pelas tropas Waffen-SS. Ele foi levado ao major alemão Josef Gangl, que comandava uma pequena unidade da Wehrmacht que não seguiu a ordem de retirada e se unira à resistência local.
Gangl estava planejando libertar os prisioneiros no castelo, mas não queria sacrificar seus poucos soldados em uma luta com tropas da SS fortemente armados. Em vez disso, ele manteve seus homens prontos para proteger os moradores da cidade das represálias da SS até que os americanos chegassem. Porém, os soldados alemães de Gangl foram forçados a encontrarem os americanos, sob bandeira branca, em busca de ajuda, uma vez que nazistas estavam atirando em quem exibisse a bandeira branca na cidade, e executando sumariamente quem eles considerassem desertores. Gangl encontrou uma unidade de reconhecimento americana do 23º Batalhão de Tanques da 12ª Divisão Blindada do XXI Corpo do exército dos EUA sob o comando do capitão John C. "Jack" Lee, em Kufstein, a 8 quilômetros de lá. Após ouvir a história de Gangl, Lee levou a informação aos superiores e se ofereceu para liderar um grupo de resgate aos prisioneiros do castelo.
Após um reconhecimento do castelo junto com Gangl em um Kübelwagen, Lee deixou dois tanques Sherman para trás, mas requisitou outros cinco e suporte do recém-chegado 142.º Regimento de Infantaria dos Estado Unidos. Lee teve de deixar as tropas de infantaria para trás, quando estavam prestes a atravessar uma ponte. Esta parecia muito tênue apara aguentar o cruzamento de um grande número de soldados. Um Sherman ficou para guardar a ponte. Assim, apenas Lee, 14 soldados americanos, Gangl e um motorista, e um caminhão com 10 soldados alemães foram em direção do castelo. A 6 quilômetros do castelo, eles derrotaram um grupo de tropas da SS que tentavam montar um bloqueio na estrada.
Enquanto isso, os prisioneiros franceses solicitaram a um oficial da SS, de nome Kurt-Siegfried Schrader, com o qual fizeram amizade quando este se recuperava de ferimentos, que se encarregasse de sua defesa. Após a chegada de Lee ao castelo, os prisioneiros receberam com alegria a força de resgate, mas ficaram desapontados com seu pequeno tamanho, e por esta incluir soldados alemães. Lee colocou os homens sob seu comando em posições defensivas ao redor do castelo e posicionou seu tanque, Besotten Jenny, na entrada principal.
Lee ordenou que os prisioneiros franceses se escondessem, mas eles permaneceram do lado de fora e lutaram ao lado dos soldados americanos e da Wehrmacht. Durante a noite, os defensores foram perseguidos por uma força de reconhecimento enviada para avaliar suas forças e investigar a fortaleza em busca de pontos fracos. Na manhã de 5 de maio, uma força de 100 a 150 soldados da Waffen-SS lançou o ataque. Antes do início do ataque principal, Gangl conseguiu telefonar para Alois Mayr, o líder da resistência austríaca em Wörgl, e solicitar reforços. Apenas dois soldados alemães e um adolescente austríaco, Hans Waltl, puderam ser enviados, e foram rapidamente encaminhados ao castelo. O tanque Sherman forneceu apoio de metralhadora até que foi destruído por um canhão alemão de 88 mm. No momento do impacto, o tanque era ocupado apenas por um radialista que procurava consertar o rádio defeituoso do tanque, que escapou sem ferimentos.
No final da tarde, as notícias da desesperadora situação dos defensores chegou ao 142.º Regimento de Infantaria norte-americana. Ciente de que tais notícias não tinham informações completas sobre os inimigos e suas disposições, visto que as comunicações foram cortadas, Lee aceitou o plano do tenista Borotra de pular o muro do castelo, enfrentar a SS sozinho e entregar as informações ao regimento norte-americano. Ele conseguiu se encontrar com as forças americanas, fornecendo todas as informações restantes sobre o castelo. Os reforços do 142.º chegaram e as SS foram prontamente derrotadas. 100 deles foram feitos prisioneiros. Os prisioneiros franceses foram evacuados para a França naquela noite, chegando a Paris em 10 de maio.

## Resultado e legado
Por sua ação na defesa do castelo, Lee recebeu a Cruz de Serviço Distinto. Gangl morreu durante a batalha ao ser atingido por um tiro de um sniper, enquanto tentava afastar o ex-primeiro-ministro francês Paul Reynaud do perigo. Foi homenageado ao ser nomeado herói nacional da Áustria e ter seu nome em uma das ruas de Wörgl. Ele foi o único defensor a morrer durante a batalha, embora outros quatro tenham sido feridos. Testemunhas da batalha a chamaram de a mais estranha batalha da Segunda Guerra Mundial. Foi também a única em que soldados norte-americanos e alemães lutaram lado a lado.